# Häxprocessen i Hamrånge
Häxprocessen i Hamrånge ägde rum i Hamrånge socken under det stora oväsendet i Gästrikland mellan 1674 och 1675. Den resulterade i avrättningen av 18 personer. Det var den största häxprocessen i Gästrikland efter häxprocessen i Gävle. 

## Historik
Rättsprotokollen för häxprocesserna i Valbo, Hille och Hamrånge socken saknas, men trolldomskommissionen var verksam där 1674-1675 och avkunnade sammanlagt 27 dödsdomar: fyra, tre respektive 18 dödsdomar. Under 1674 spred sig det stora oväsendets häxpanik från Hälsingland till Valbo, Hille, Hamrånge och Ockelbo. 
Flera kvinnor anklagades för att ha fört barn till Blåkulla, som i Hamrånge beskrivs ligga "innevid Axmars bruk ovanpå masugnen". De flesta anklagade uppges ha varit gifta med klensmeder, masmästare och kolare från socknens norra bruksmiljö. Häxprocessen i Hamrånge inleddes på häradsrätten sommaren 1674. 14 kvinnor angavs för att ha fört barn till Blåkulla och underkastades förhör. Fem av dem erkände sig skyldiga. År 1674 bildades trolldomskommissionen för att hantera trolldomsmålen i landskapet, och häradsrättens process sköts upp i väntan på att den skulle avslutas av kommissionen istället. Kommissionen övertog sedan häxprocessen i Hamrånge, men protokollen från denna process saknas. 
Trolldomskommissionens slutliga domar i Valbo, Hille, Hamrånge och Ockelbo utfördes under år 1675. I Hamrånge avslutades kommissionens häxprocess med dödsdomar mot 18 personer. Detta var ett högre antal dödsdomar än i någon annan häxprocess i Gästrikland utöver Gävle, som med 19 avrättade hade nästan samma antal avrättade som Hamrånge.